# Kirk Gibson
Kirk Harold Gibson, född den 28 maj 1957 i Pontiac i Michigan, är en amerikansk före detta professionell basebollspelare som spelade 17 säsonger i Major League Baseball (MLB) 1979–1995. Gibson var outfielder. Han var 2010–2014 huvudtränare för Arizona Diamondbacks i MLB.

## Karriär
Gibson är mest känd för sin "Miracle Homer" i första matchen i 1988 års World Series. Gibsons klubb Los Angeles Dodgers låg under med 3-4 mot Oakland Athletics med två brända i botten av nionde inningen, med en löpare på första bas. Gibson, Dodgers stora stjärna, var skadad och hade inte spelat under hela matchen. Haltande gick han ut på planen för att möta Oaklands closer Dennis Eckersley, sedermera medlem av Hall of Fame. Med full räkning (tre bollar, två strikes) slog Gibson en matchavgörande homerun. Dodgers vann sedermera World Series med 4-1 i matcher.
Gibson representerade under sin MLB-karriär Detroit Tigers (1979–1987), Los Angeles Dodgers (1988–1990), Kansas City Royals (1991), Pittsburgh Pirates (1992) och Tigers igen (1993–1995). Totalt spelade han 1 635 matcher med ett slaggenomsnitt på 0,268, 255 homeruns och 870 inslagna poäng (RBI:s).
Bland Gibsons meriter som spelare kan nämnas att han utsågs till mest värdefulla spelare (MVP) i National League 1988 och till MVP i 1984 års final i American League (ALCS). 1988 belönades han även med en Silver Slugger Award för sitt offensiva spel som outfielder. Han hade 1990 högst stolen base % (92,86 %) i National League.
Efter spelarkarriären började Gibson arbeta som tränare. Mitt under 2010 års säsong fick han ta över som huvudtränare för Arizona Diamondbacks och efter säsongen skrev han på ett tvåårskontrakt. 2011 utsågs han till årets tränare i National League. Han fick sparken av Diamondbacks med några få matcher kvar av 2014 års säsong. Som tränare vann han totalt 353 matcher och förlorade 375 (48,5 % vinster).